# Каасуитсуп
Каасуитсуп (гренл. Qaasuitsup Kommunia, дат. Qaasuitsup Kommune) — с 2009 года по 2018 год был одной из четырех коммун Гренландии. С 2018 года была разделена на Аванаату и Кекерталик.
Население — 17 687 человек (2012), проживающих на территории 660 тыс. км². Крупнейший город и административный центр — Илулиссат (4528 человек, 2009). Всё население проживает на побережье и близлежащих островах. Континентальную часть занимает ледник.
Коммуна Каасуитсуп включает бывшие коммуны Каанаак, Уманак, Упернавик, Кекертарсуак, Илулиссат, Касигианнгуит и Аасиаат. Другие крупные географические объекты — остров Диско и полуостров Нууссуак.
Коммуна занимает площадь, превышающую площадь всей Украины и почти в два раза больше Финляндии. Коммуна на северо-западе граничит по проливу с Канадой.
В северной части коммуны расположена авиабаза Туле (Питуффик), административно не входящая ни в одну из коммун Гренландии.
17 июня 2017 года в залив Карратс-фьорд (en:Karrat Fjord) сошёл оползень, ставший причиной цунами высотой более 90 метров. Сейсмометры зафиксировали землетрясение магнитудой 4,1. Волна от цунами разрушила посёлок в 20 км от места оползня.
С 1 января 2018 северная часть выделена из состава коммуны в отдельную, Аванаата.